# Proven 35
L'aerogeneratore Proven 35 è un tipo di turbina a vento "convenzionale" ad asse orizzontale, mosso da un'elica tripala sottovento. Il disegno ha come peculiarità il fatto che le pale, molto resistenti, sono montate su cerniere, controllate da molle, che permettono alle pale di piegarsi verso l'asse di rotazione in caso di vento forte, facendo passare la superficie disegnata dalla rotazione delle pale dalla forma piatta a quella conica, col vertice controvento, meccanismo che permette elevate velocità di cut-out.
Inoltre piegandosi sulla cerniera, la lama assume un diverso angolo d'attacco, più adeguato alla alta velocità.

## Caratteristiche
La turbina dispone di tre pale orizzontali con profilo alare, avvitate su un mozzo piatto triangolare, ogni pala separata dall'altra di 60 gradi (ad elica).
La turbina Proven 35 è quotata come capace di una media di 15 kW, ha un diametro del rotore di 9,0 m e viene installata su pali di sostegno in acciaio, con altezza minima di 15 metri. Esistono anche i modelli Proven 7 con diametro 3,5 m (3,2-5 kW); Proven 11 con diametro rotore di 5,5 m. (6-12 kW).

## Potenza
Può fornire da 15 kW (venti medi) a 30 kW (in venti forti), sufficiente ad alimentare le necessità di elettriche di 5 case con 3 camere da letto (se queste non impiegano resistenze potenti come quelle di forni, riscaldamento elettrico, scaldabagni, ecc.) Può essere impiegato per le necessità elettriche di fattorie, scuole, piccoli ospedali da campo, piccole industrie, ecc.

## Impatto ambientale e potenzialità
Questi aerogeneratori hanno un impianto paesaggistico poco diverso da quello di un lampione dell'illuminazione pubblica oppure di un ripetitore della telefonia cellulare.
Se si installassero in Italia 1.000.000 di aerogeneratori da 15 kW, simili a questo, con una densità di 20 turbine per km2 (reciproca distanza media di 200 m), coprendo 50.000 km2 (1/6 della superficie italiana), soprattutto in isole; su colli; su crinali, gole, passi e valli di montagna; in zone agricole a meno di 30 km dal mare, si potrebbero generare mediamente 15 Gigawatt (circa il 20-30% dei consumi italiani), pari a quelli prodotti da 10 reattori nucleari EPR, ad un costo paragonabile, di circa 50.000 milioni di euro. Con il net metering l'energia prodotta dal privato può essere venduta alle reti elettriche private o pubbliche.
La costruzione in grande scala, da parte di industrie molto efficienti (come quella dell'auto) con catene di montaggio, robot, ecc., potrebbe portare a riduzione dei costi unitari anche del 50%.
Altre tecnologie come il magnetoeolico possono aumentare la potenza degli impianti, ridurre la manutenzione e aumentare il fattore di disponibilità oltre alla vita utile dell'aerogeneratore.

## Voci correlate

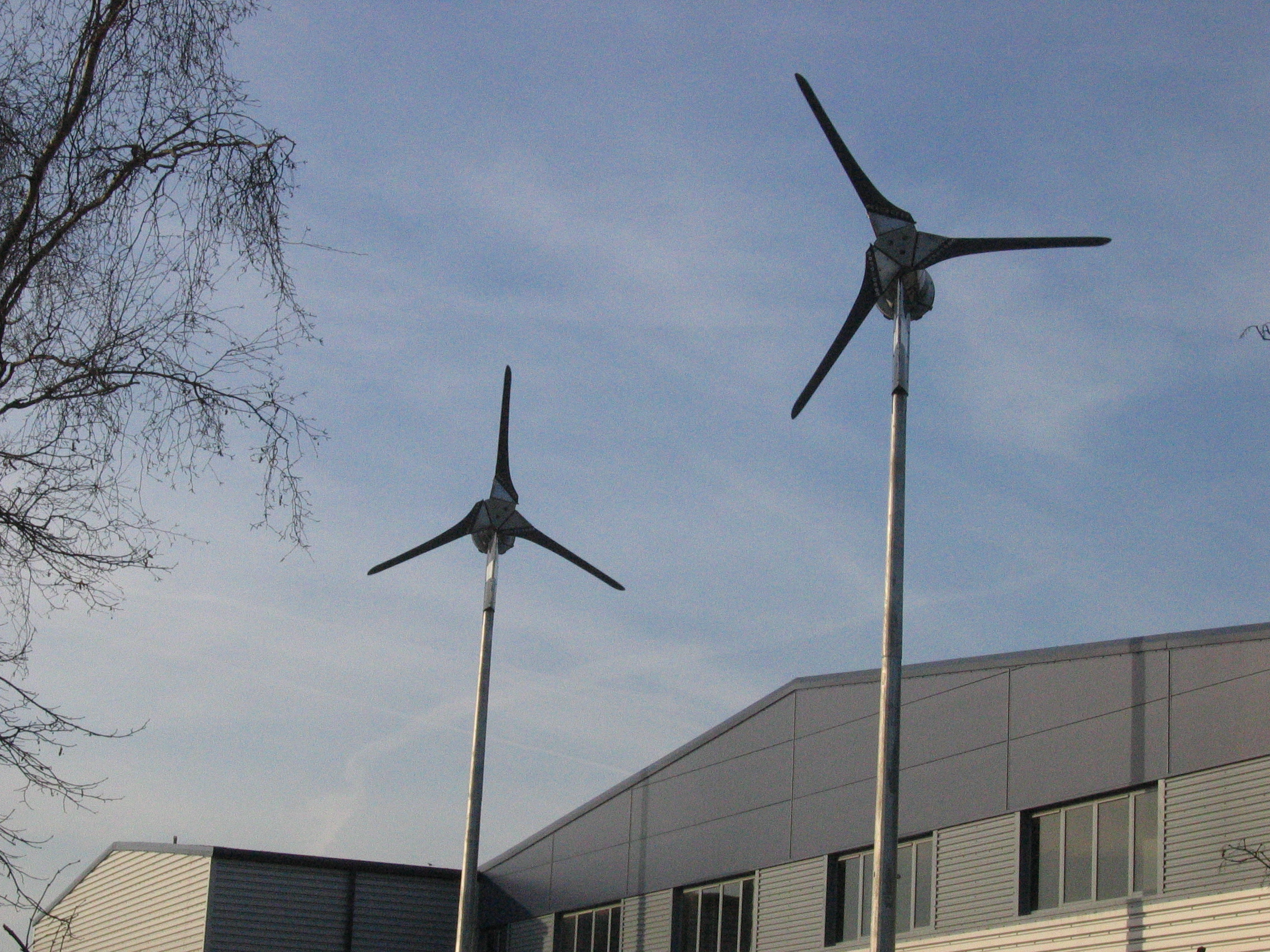
Aerogeneratori microeolici nei pressi di Wimbledon, (Regno Unito)